# Газовый конденсат

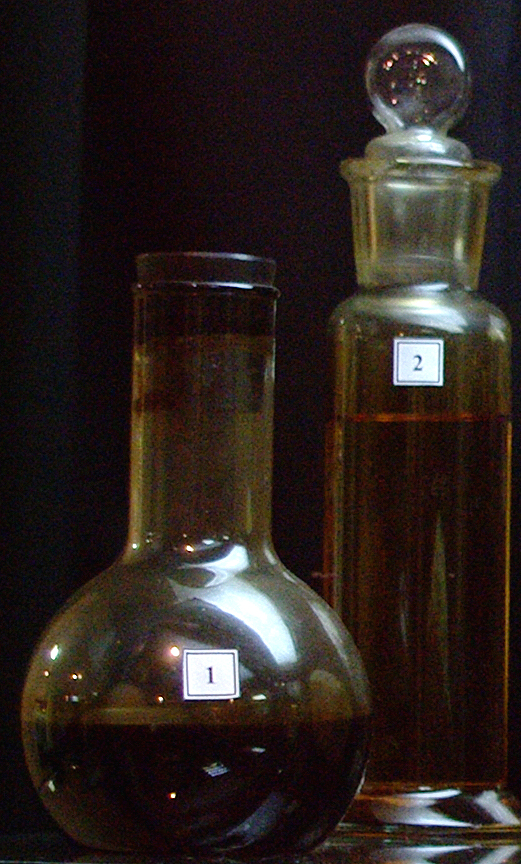
Нефть (1) и газовый конденсат (2)

Газовый конденсат — смесь жидких углеводородов, конденсирующихся из природных газов.

## Общие сведения
Газовый конденсат представляет собой жидкость, которая конденсируется из газа при понижении давления (ниже давления начала конденсации), что обратно нормальному процессу конденсации (обычная конденсация происходит при повышении давления), поэтому газовый конденсат называется также ретроградной жидкостью. Такой процесс ретроградной конденсации возможен только в смесях, содержащих не менее двух химических компонентов (лёгкий и тяжёлый) и только при давлениях и температурах, близких к термодинамической критической точке смеси. 
Конденсат состоит прежде всего из тяжёлых и средних компонентов, которые играют роль конденсатообразующих фракций, а также содержит и лёгкие компоненты, которые растворяются в жидкости. В простейшей двухкомпонентной смеси конденсатообразующим является более тяжёлый компонент. Для конденсатов природного газа к конденсатообразующим компонентам относятся бензиновые фракции (С5+, что означает парафины С5H12 и более тяжёлые) и керосиновые (С8+). Этан, метан и лёгкие неуглеводородные компоненты также входят в состав конденсата, как растворённые вещества. Для большинства газовых конденсатов содержание бензиновых фракций составляет 70-85 %. 
Свойства конденсата близки к очень лёгкой нефти. 
Конденсат, который, образовавшись из газа, продолжает находиться в контакте с газовой фазой, называется нестабильным (или сырым). Он содержит в своём составе лёгкие компоненты. Если их извлечь, то получится стабильный конденсат.  Стабильный конденсат состоит только из конденсатообразующих компонентов. 
Конденсатом называют также смесь конденсатообразующих химических компонентов. В этом смысле конденсат может входить в состав и газовой фазы. Фраза «газ содержит конденсат» означает наличие конденсатообразующих компонентов в газовой фазе. При большом содержании конденсата газ называется сырым, при их отсутствии — сухим.
Конденсат природного газа является ценнейшим химическим сырьём. Его извлечение из пласта остаётся открытой научно-технической проблемой из-за того, что большая его часть остаётся в пласте неподвижной. Технологии его извлечения разработаны (сайклинг-процесс), однако их рентабельность пока остаётся под вопросом.

## Источник
Источником газового конденсата являются углеводородные залежи.
Основной объём получают из газоконденсатных и газоконденсатно-нефтяных месторождений (залежей). Меньше — из попутного нефтяного газа в процессе промысловой подготовки нефти (при её сепарации). Некоторое (как правило, ничтожное) количество газоконденсата может находиться и в чисто газовых залежах.
Содержание жидких компонентов в одном кубометре газа для различных месторождений составляет от 10 до 700 см³.
При уменьшении давления, по мере расходования газа, газовый конденсат выделяется в геологическом пласте и пропадает для потребителя. Поэтому при эксплуатации месторождений с большим содержанием газового конденсата из добытого на поверхность земли газа выделяют углеводороды С3 и выше, а фракцию C1—С2 для поддержания давления в пласте закачивают обратно.

## Ресурсы и запасы
На начало 2013 года в России перспективные ресурсы (C3) и разведанные извлекаемые запасы (A+B+C1) газового конденсата оценивались в 2 млрд тонн.

## Накопление при использованиигазовых двигателей
Жидкость коричнево-бурого цвета, имеет неприятный въедливый запах бензольных смол (в зависимости от состава газовой горючей смеси) может иметь гамму запахов от резкого ацетонового до запаха табачного дыма (это зависит от состава присадок, которые добавляют для запаха газа). Рекомендуется регулярно сливать из газового редуктора. Желательно не касаться его руками, так как это может быть опасно для здоровья.

## Применение
Стабильный газовый конденсат используется исключительно как сырьё для переработки в следующие продукты: бензин, лигроин, керосин, масла, а также для получения ароматических углеводородов: бензола, толуола, ксилола.